# 北地魁星塔
北地魁星塔，位于山西省临汾市翼城县王庄乡北地村。
北地魁星塔建于清代，是一座实心砖塔，圆形平面，高约4．82米，直径0．8米，三级密檐式。
1987年8月20日，北地魁星塔公布为翼城县文物保护单位。